# Guatemala International 1999
Die Guatemala International 1999 im Badminton fanden vom 25. bis zum 28. November 1999 statt.

## Sieger und Platzierte
| Disziplin    | Gold                              | Silber                       | Bronze                           |
| ------------ | --------------------------------- | ---------------------------- | -------------------------------- |
| Herreneinzel | Kevin Han                         | Ardy Wiranata                | Mike Beres                       |
| Herreneinzel | Kevin Han                         | Ardy Wiranata                | Hidetaka Yamada                  |
| Dameneinzel  | Denyse Julien                     | Anu Weckström                | Kara Solmundson                  |
| Dameneinzel  | Denyse Julien                     | Anu Weckström                | Charmaine Reid                   |
| Herrendoppel | Howard Bach Mark Manha            | Bryan Moody Brent Olynyk     | Keita Masuda Tadashi Ohtsuka     |
| Herrendoppel | Howard Bach Mark Manha            | Bryan Moody Brent Olynyk     | Hugo Rodrigues Marco Vasconcelos |
| Damendoppel  | Denyse Julien Charmaine Reid      | Judith Baumeyer Santi Wibowo | Monica Rossil Paola Rossil       |
| Damendoppel  | Denyse Julien Charmaine Reid      | Judith Baumeyer Santi Wibowo | Ana Ferreira Filipa Lamy         |
| Mixed        | José Antonio Crespo Dolores Marco | Mike Beres Kara Solmundson   | Brent Olynyk Robbyn Hermitage    |
| Mixed        | José Antonio Crespo Dolores Marco | Mike Beres Kara Solmundson   | Pedro Yang Anu Weckström         |